# سرجان تودورویچ
سرجان تودورویچ (انگلیسی: Srđan Todorović؛ زادهٔ ۲۸ مارس ۱۹۶۵) یک موسیقی‌دان و هنرپیشه اهل صربستان است.
از فیلم‌ها یا برنامه‌های تلویزیونی که وی در آن نقش داشته است می‌توان به زیرزمین، گربه سیاه، گربه سفید و جشن اکتبر و یک فیلم صربستانی  اشاره کرد.